# Cục Phục vụ Ngoại giao đoàn (Việt Nam)

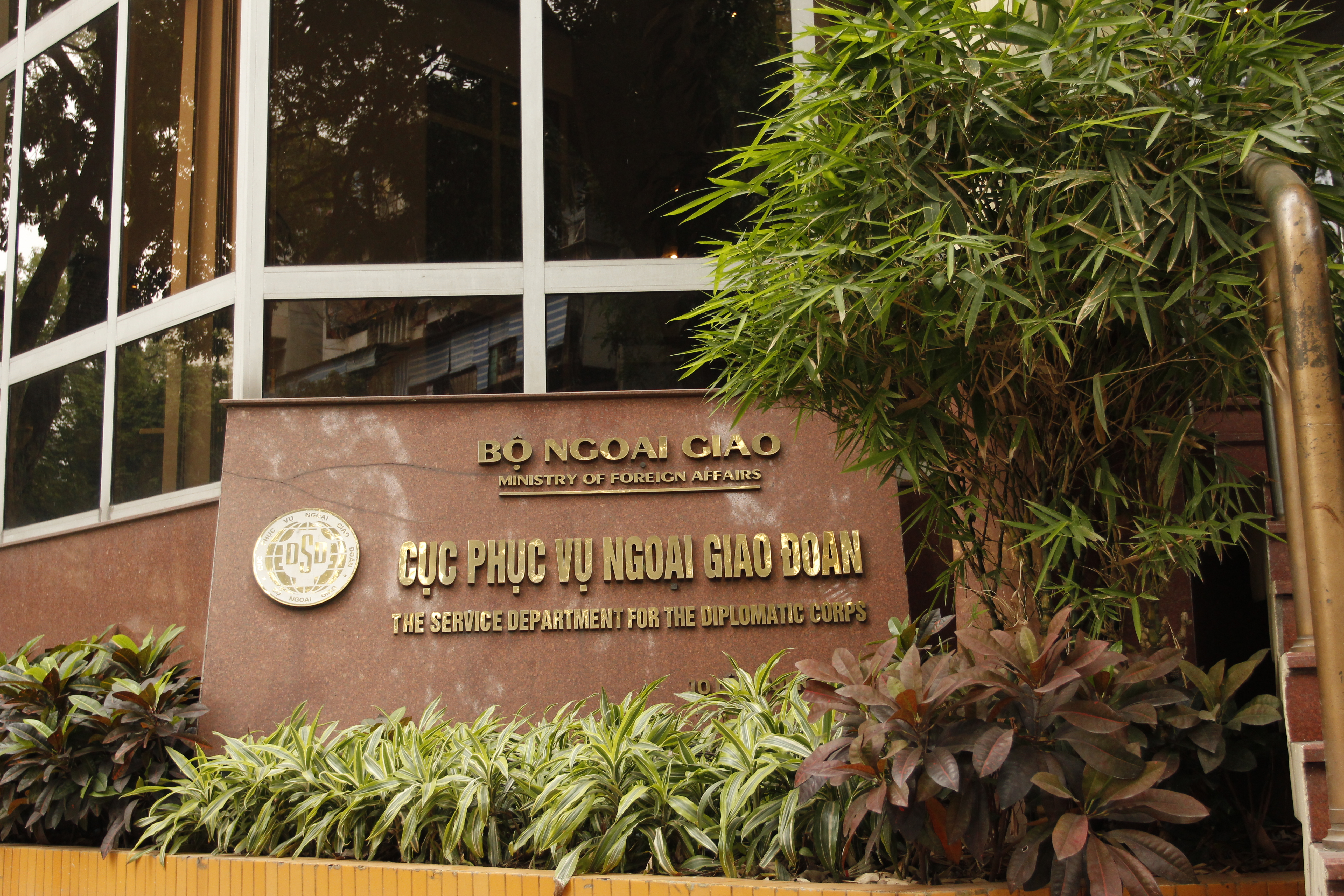
Trụ sở Cục Phục vụ Ngoại giao đoàn

Cục Phục vụ Ngoại giao đoàn là đơn vị sự nghiệp trực thuộc Bộ Ngoại giao, thực hiện chức năng phục vụ nhiệm vụ quản lý nhà nước về đối ngoại của Bộ Ngoại giao và đảm bảo an ninh, an toàn trong lĩnh vực cung ứng và quản lý lao động, nhà đất làm trụ sở, nhà ở, các dịch vụ đi lại, thể thao, giải trí cho các cơ quan đại diện ngoại giao, cơ quan lãnh sự nước ngoài, cơ quan đại diện các tổ chức quốc tế thuộc hệ thống Liên Hợp Quốc, các tổ chức quốc tế liên chính phủ (viết tắt là Đoàn Ngoại giao), văn phòng đại diện các tổ chức thuộc chính phủ nước ngoài, văn phòng đại diện các hãng thông tấn, báo chí, phát thanh và truyền hình, văn phòng đại diện và văn phòng dự án của các tổ chức phi chính phủ nước ngoài (viết tắt là các Văn phòng nước ngoài), cá nhân nước ngoài làm việc cho các cơ quan, tổ chức nói trên và các đối tượng khác.

## Lịch sử
Cục Phục vụ Ngoại giao đoàn là Đơn vị sự nghiệp công lập được thành lập vào ngày 10/06/1964.

## Quy mô
- 532 công chức, viên chức và người lao động gồm nhiều ngành nghề như kỹ sư, kiến trúc sư, phiên dịch, cử nhân các ngành cùng lực lượng công nhân nhiều kinh nghiệm và lành nghề
- Quản lý 4.617 người lao động làm việc cho 265 tổ chức nước ngoài (trong đó có 1.862 người lao động Việt Nam làm việc cho 120 tổ chức phi chính phủ nước ngoài) với các vị trí trợ lý chương trình, thư ký, phiên dịch, lái xe, tạp vụ
- Quản lý 121 biệt thự tại các khu phố đẹp nhất của thủ đô Hà Nội; 440 căn hộ tại hai khu Đoàn Ngoại giao Vạn Phúc và Trung Tự - Kim Liên để làm văn phòng, nhà ở cho Đoàn Ngoại giao và các đối tượng khác.

## Vinh danh
- Huân chương lao động hạng nhất 2014